# Константинов, Михаил Пантелеймонович
Михаил Пантелеймонович Константинов (27 сентября 1924, Москва — 27 апреля 2002, там же) — советский и российский архитектор. Лауреат Ленинской премии (1972), Заслуженный архитектор РСФСР (1975).

## Биография
Михаил Пантелеймонович Константинов родился 27 сентября 1924 года в Москве, в рабочей семье. В юности мечтал быть футболистом, но в 1943 году, после небольшого курса в пулемётно-минометном училище, попал под бомбёжку во время разгрузки эшелона, когда их часть прибыла на фронт. Остался без ноги. Выбрал «сидячую профессию» архитектора.
В 1944 году поступил в Московский архитектурный институт (МАРХИ). Учился у Б. С. Мезенцева. В 1950 году окончил институт по кафедре жилых и общественных сооружений, защитив дипломный проект «Высотное здание».
После окончания МАРХИ работал в архитектурной мастерской Министерства речного флота «Гипроречтранс». С 1960 года — в управлении проектирования Дворца Советов. С 1963 года — в ЦНИИЭП зрелищных зданий и спортивных сооружений (руководитель мастерской с 1965 года).
Член Союза архитекторов СССР с 1958 года. Преподавал в МАРХИ, профессор.
Компенсировал своим талантом и работоспособностью независимость взглядов во времена, когда это не очень поощрялось. Существует мнение, что это было одной из причин, почему в пятитомнике, изданном Московским архитектурным институтом, «МАРХИ ХХ ВЕК», его имени среди студентов, преподавателей, доцентов и профессоров института не оказалось, несмотря на то, что он окончил этот институт и преподавал там в течение почти 20 лет.
Лауреат Ленинской премии, премии Совета Министров СССР, Заслуженный архитектор РСФСР, М. П. Константинов умер в нищете и безвестности. В середине 2000-х годов он упал и сломал руку. При операции в неё была внесена инфекция, и руку пришлось ампутировать.
Как вспоминал друг семьи художник Никита Алексеев: «Его дочери, совсем небогатой женщине, пришлось обивать пороги всяких организаций, чтобы получить какое-то пособие и нанять сиделку. Слава богу, немного помогли друзья. Деньги улетучились быстро, и когда Михаил Пантелеймонович умер, пришлось снова обивать пороги. Нашим прекрасным властям, так заботящимся о престиже державы и о счастливой старости ветеранов, не пришло в голову самим устроить достойные похороны этому человеку».
М. П. Константинов был награждён орденом Отечественной войны I степени, медалью «За оборону Москвы», «За победу над Германией», медалью Жукова. Отмечен серебряной и двумя бронзовыми медалями ВДНХ.
Некролога в центральной медиа страны он удостоен не был[значимость факта?].
В 1940-х годах жил в Москве по адресу: улица Жуковского, дом 9.
Умер 27 апреля 2005 года. Похоронен на Пятницком кладбище (участок 4).

## Избранные проекты и постройки
Москва
- Жилой дом на Садовнической улице, 42 (1952—1954[9][1], перестройка)
- Жилой дом на проспекте Вернадского, 23—25 (1965)[9]
- Перронный зал станции метрополитена «Краснопресненская» (1953, совместно с архитекторами В. С. Егеревым, Ф. А. Новиковым, И. А. Покровским)[9]

Другие города
- Речной вокзал (1956—1959, совместно с архитектором И. Г. Гайнутдиновым), Казань[1]
- Городской узел связи, Кисловодск (1970)[1]
- Ленинский мемориал, Ульяновск (1970, совместно с Б. С. Мезенцевым, Г. Г. Исаковичем и др.; Ленинская премия, 1972)[1]
- Дворец спорта, Архангельск (1972)
- Правительственный дачный комплекс, Форос, Крым (1975)
- Памятник А. С. Пушкину, Псков (1983, совместно со скульптором О. К. Комовым и архитектором П. С. Бутенко)[6]